# Spórnoie
Spórnoie (en rus: Спорное) és un poble (possiólok) de l'óblast de Magadan, a Rússia, que el 2015 no tenia cap habitant.